# 五所美子
五所 美子（ごしょ よしこ、1944年10月1日 - ）は、日本の歌人。

## 経歴
茨城県水戸市生まれ。生後まもなく、両親の郷里・大分県宇佐市に帰る。九州大学文学部卒業。卒論は「式亭三馬の言語描写についての一考察」。
1982年、石田比呂志に師事し、歌誌「牙」に入会、20年ほど在籍。2009年11月、個人誌「和布刈通信」を創刊。

## 著書
- 『歌人上田秋成』　雁書館、1987年
- 歌集『緑暦』　雁書館、1987年
- 『大田遼一郎と「阿蘇」』　梓書院、1991年
- 歌集『呑舟』　ながらみ書房、1991年
- 歌集『三耳壺』　本阿弥書店、1995年
- 歌集『天姥』　砂子屋書房、1998年
- 歌集『和布刈』　砂子屋書房、2008年
- 『現代短歌文庫 五所美子歌集』　砂子屋書房、2009年